# Alois Mikyska
Alois Mikyska (27. května 1918, Rudíkov – 2. března 1988, Třebíč) byl moravský knihkupec, sběratel lidové slovesnosti, publicista, katolický spisovatel a historik.

## Životopis
Narodil se v rodině obuvníka Aloise Mikysky (1886) a Antonie roz. Machátové (1891). Oženil se s Marií roz. Pařilovou (1924–2009).[zdroj⁠?!]
Nemohl studovat a vzdělání si doplnil až v dospělosti. Roku 1957 při práci odmaturoval na tehdejší jedenáctiletce (nynější Gymnázium Třebíč) a vystudoval osvětovou školu v Praze. Od mládí choval vřelý vztah ke knihám, proto si hledal obživu jako příručí v knihkupectví, Později pracoval jako vedoucí prodejny knih na Karlově náměstí v Třebíči. Mimo to působil jako předseda Okresního výboru Československé strany lidové.

### Tvorba
Druhou jeho láskou byl folklór a dějiny rodného kraje. Od mládí zapisoval místní pověsti, získával je od vesnických vypravěčů a shromáždil jich celý sborník. Pravidelně přispíval do Lidové demokracie, Jiskry a do dalšího denního tisku, zejména publikoval články o dějinách a o ústní lidové tradici Třebíčska. K jeho přátelům patřili mj. J. V. Pleva a O. Babler. Již před druhou světovou válkou napsal několik novinových článků (působil v redakci časopisu Selka). 
Soukromě se věnoval rukopisným dílům, primárně historii třebíčského děkanství a také brněnské diecéze. V roce 1975 dokončil první vydání monografie Galerie kněží brněnské diecéze, tu rozšířil v roce 1983. Sepsal také dílo Galerie starostů a předsedů MNV v Třebíči od roku 1850 do roku 1981. Věnoval se také historii a katalogizaci třebíčských betlémářů, katalog byl pojmenován Z historie třebíčského betlémářství. Psal také do katolického tisku, publikoval Křesťanské ženě, Duchovním pastýři, Třebíčském kulturním zpravodaji nebo Naší rodině. Napsal rukopis pohádek z Rudíkova a okolí.

## Dílo
- Moravský kapesní kalendář [na rok] 1947 ... – uspořádal. Třebíč: Tiskový odbor ČSL, 1946
- Moravský kapesní kalendář 1948 – uspořádal. Třebíč: Okresní organizace ČSL, 1947
- Básníku Jakubu Demlovi k devadesátinám: sborník – redigoval. Třebíč: Okresní výbor ČSL, 1968
- Pověsti a pohádky rodného kraje – úvod Josef V. Pleva; báseň Josef Cink; kresby A. F. Stehlík. Třebíč: Okresní mírová rada. 1971